# Parque de los Pies Descalzos
O Parque de los Pies Descalzos é um parque público colombiano da cidade de Medellín, criado pelas Empresas Públicas de Medellín na zona administrativa da cidade, em pleno centro da mesma, adjacente ao Museo Interativo EPM, ao Teatro Metropolitano de Medellín, Praça Mayor de Medellín e ao Edifício Inteligente da EPM; e próximo, ao Centro Administrativo La Alpujarra, à Igreja do Sagrado Coração de Jesus, ao Rio Medellín e as estações Alpujarra e Cisneros do Metrô de Medellín.
O Parque de los Pies Descalzos foi criado entre os anos de 1998 e 2000. Tal qual indica seu nome, Parque dos Pés Descalços em Português, o propósito do parque é que os visitantes se fiquem com os pés descalços e desfrutem da tranquilidade no meio da cidade, com atividades, temas pedagógicos e eventos de amplo impacto social.

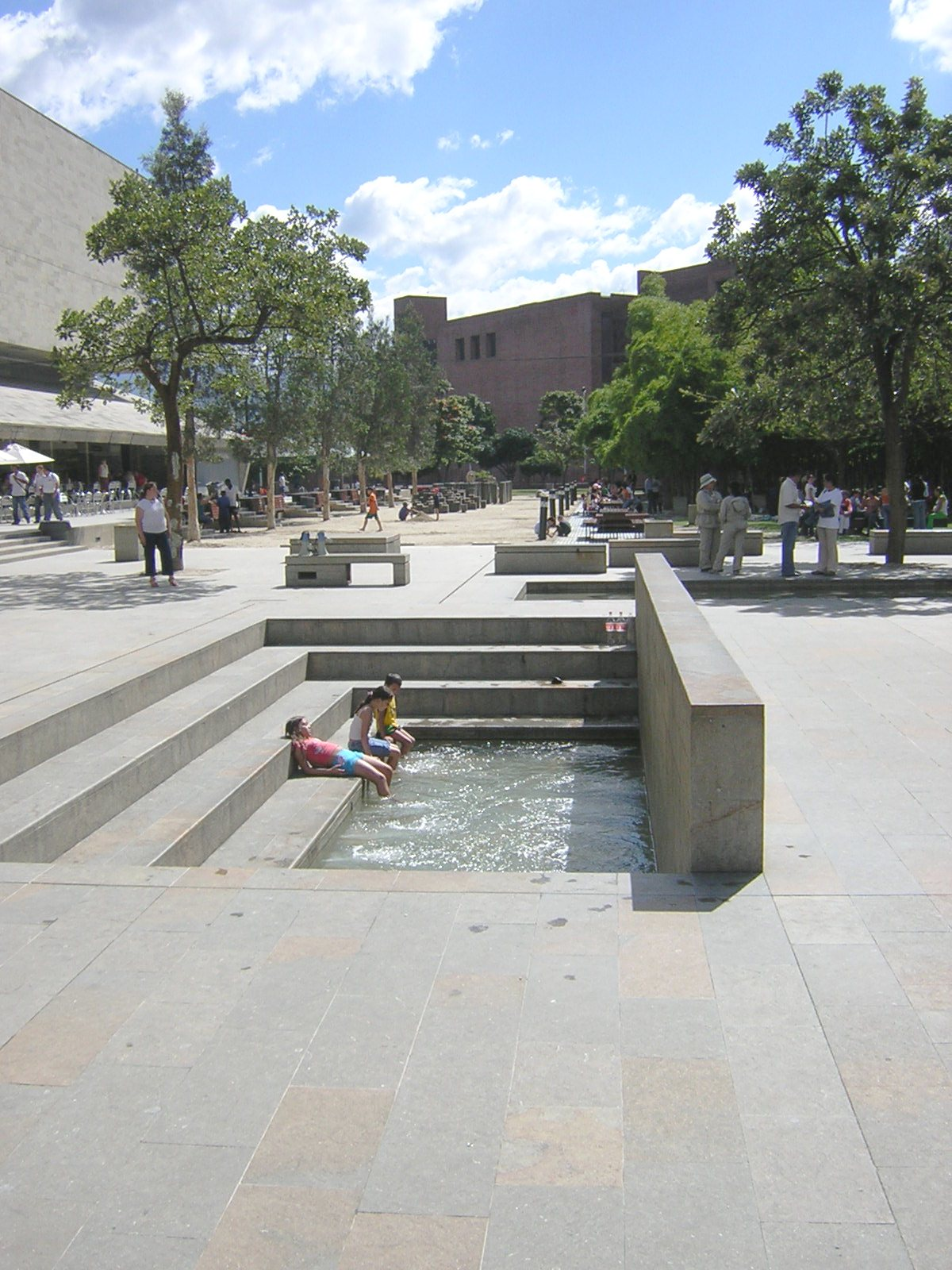
Fuente de los sonidos no parque.

O propósito de ficar descalço é entrar em contato com a natureza, recorrer às diversas fontes, o bosque de los enamorados (Bosque dos Namorados), o jardim zen e o parque de areia.